# クロストリジウム綱
クロストリジウム綱（Clostridia）は、タイプ属としてクロストリジウム属（Clostridium）、タイプ目としてクロストリジウム目（Clostridiales）を含む、高度な多系統群であるフィルミクテス門の綱である。クロストリジウム綱は好気性呼吸がないことによってバシラス綱と区別される。クロストリジウム綱は、偏性嫌気性菌であり、酸素はクロストリジウム綱に有毒である。 クロストリジウム属の種は、しばしばグラム陽性ではないが、芽胞形成する能力を有する。研究によると、クロストリジウム属は単系統群ではなく、その関係は完全には分かっていない。現在のところ、ほとんどがクロストリジウム目に置かれているが、これには不確定な要素があり、将来再定義される可能性がある。 
クロストリジウム属のほとんどの種は、環境中の多くの場所、特に土壌中に見いだされる腐生生物である。しかし、その属にはいくつかのヒト病原体（以下に概説）が含まれている。クロストリジウム属の特定の種によって産生される毒素は、最も危険なものとして知られている。破傷風菌によって産生される破傷風毒素（テタノスパスミンとして知られている）およびボツリヌス菌によって産生されるボツリヌス毒素（ボツリヌストキシン）が例として挙げられる。いくつかの種は、細菌性膣炎を有する女性から単離されている。
この綱に属する注目すべき種は次のとおりである：
- ウェルシュ菌（Clostridium perfringens）（壊疽、食中毒）
- クロストリディオイデス・ディフィシル（Clostridioides difficile）（クロストリジウム・ディフィシル腸炎）
- 破傷風菌（Clostridium tetani）（破傷風）
- ボツリヌス菌（Clostridium botulinum）（ボツリヌス中毒症）
- Clostridium acetobutylicum
- Clostridium haemolyticum
- Clostridium novyi
- Clostridium oedematiens

ヘリオバクテリア（Heliobacteria）とChristensenellaもクロストリジウム綱に属する種である。 
この群によって産生される酵素のいくつかは、バイオレメディエーションで使用されている。 

## 疫学
クロストリジウム綱に属する菌は、土壌やヒトや動物の腸内細菌などによく見られるため、世界中でクロストリジウム綱による傷害や感染症が見出されている。微生物に対する宿主防御はほとんど存在せず、自然免疫はほとんど存在しない。クロストリジウム綱は、感染組織の病変の特徴及び細菌培養のグラム染色によって診断することができる。身体は十分な防御力を持っていないが、この細菌はペニシリンのような抗生物質とより重篤な症例を防止するためのデブリードマン（感染、壊死組織の除去処置）の助けを借りて制御することができる。